# Saint-Izaire
 Saint-Izaire  là một xã ở tỉnh Aveyron, thuộc vùng Occitanie ở miền nam nước Pháp.